# Delegació de la Unió Europea

Unió Europea
Estats que acullen una delegació de la Unió Europea

Les Delegacions de la Unió o ambaixades de la Unió són les seus i unitats diplomàtiques que assumeixen la representació exterior de la Unió Europea als tercers països i davant les organitzacions internacionals. Les seves funcions són de naturalesa política i administrativa i es troben sotmeses a l'autoritat de l'Alt representant de la Unió Europea per a Afers exteriors i Política de Seguretat, integrant-se en el Servei Europeu d'Acció Exterior.
Així mateix, les Delegacions de la Unió són responsables de la coordinació, de les representacions diplomàtiques dels Estats membres a la seva mateixa demarcació. També els correspon l'organització i la rebuda de les visites que puguin efectuar al país o organització sota la seva comanda les autoritats comunitàries, en particular el President del Consell Europeu, els membres de la Comissió Europea o els diputats del Parlament Europeu.
Les Delegacions de la Unió estan dirigides cada una per un Cap de Delegació, encarregat d'impulsar i coordinar els diferents àmbits de la seva activitat, separats funcionalment d'acord amb la seva naturalesa específica i amb els seus mecanismes jurídics i polítics de funcionament.
Han estat establertes pel Tractat de Lisboa, que des de la seva entrada en vigor l'1 de desembre de 2009 ha unificat les anteriors representacions sectorials de les institucions comunitàries, que per la seva desconcentració dificultaven la visibilitat exterior de la Unió. És per això que aquestes noves missions diplomàtiques han estat equiparades freqüentment amb autèntiques «ambaixades europees»; aquesta assimilació semàntica pot ser acceptada sempre que es retingui el caràcter veritablement sui generis que en Dret internacional correspon a les unitats exteriors del primer servei diplomàtic multinacional del món.
Les Delegacions de la Unió es complementen a vegades amb l'existència de determinats  Representants especials que el  Consell pot designar, proposta de l'Alt representant, proveïts d'un mandat polític o diplomàtic concret.

## Els ambaixadors
Al capdavant de cada ambaixada o delegació es troba un «Cap de Delegació», amb rang d'ambaixador. L'ambaixador exercirà la seva autoritat sobre tot el personal de la Delegació i respecte de totes les seves activitats, pel que és també responsable de tota la Delegació i de la seva gestió global davant l'Alt representant, de qui rep instruccions. Quan la Comissió, en l'àmbit de les seves facultats, dicti instruccions sobre determinades polítiques a les delegacions, aquestes seran executades sota la responsabilitat de l'ambaixador.
El Cap de Delegació és l'autoritat per comprometre i executar els crèdits d'operacions que la Unió projecti en el seu espai de competència, d'acord amb les normes financeres de la Comissió. Està també facultat per representar la Unió de manera completa al país on es trobi acreditat, en particular en les relacions contractuals i les actuacions judicials.
Els ambaixadors europeus són nomenats per l'Alt representant amb l'aprovació del Consell i prèvia compareixença davant la Comissió d'Afers Exteriors del Parlament Europeu.